# ببتيد ابيلين
ابيلين (المعروف أيضًا باسم APLN) هو ببتيد يتم ترميزه في البشر بواسطة جين APLN. ابيلين هو واحد من اثنين من الروابط الداخلية لمستقبل APJ المقترن ببروتين جي، الذي يتم التعبير عنه على سطح بعض أنواع الخلايا. يتم التعبير عنه على نطاق واسع في أعضاء مختلفة مثل القلب والرئة والكلى والكبد والأنسجة الدهنية والجهاز الهضمي والدماغ والغدد الكظرية والبطانة والبلازما البشرية.

## الاكتشاف
ابيلين هو هرمون ببتيد تم تحديده في عام 1998 من قبل Masahiko Fujino وزملاؤه في جامعة Gunma وشركة تاكيدا الدوائية. في عام 2013، وَجد برونو ريفيرسايد هرمون ببتيد ثانٍ يسمى Elabela ليكون بمثابة رابط داخلي المنشأ لـ APLNR.

## التخليق الحيوي
يقوم جين الأبلين بتشفير بروتين مسبق مكون من 77 من الأحماض الأمينية، مع إشارة ببتيد في المنطقة الطرفية N. بعد الانتقال إلى الشبكة الإندوبلازمية وانشقاق ببتيد الإشارة، قد ينتج عن البروتين المكون من 55 حمضًا أمينيًا عدة شظايا نشطة: 36 ببتيدًا من الأحماض الأمينية المطابقة للتسلسل 42-77 (أبلين 36)، ببتيد من الأحماض الأمينية 17 يتوافق مع تسلسل 61-77 (أبلين 17) و13 ببتيد حمض أميني يقابل التسلسل 65-77 (أبلين 13). قد يخضع هذا الجزء الأخير أيضًا لربط البيروجلوتاميل عند مستوى بقايا الجلوتامين N- الطرفية. ومع ذلك، فقد تم التشكيك في وجود و/أو تركيزات تلك الببتيدات في البلازما البشرية. في الآونة الأخيرة، تم التعرف على 46 ببتيدًا مختلفًا من الأبلين تتراوح من أبلين 55 (بروابلين) إلى أبلين 12 في اللبأ البقري، بما في ذلك الأشكال الإسوية المقطوعة C-ter.

## الوظائف الفسيولوجية
ترتبط مواقع التعبير عن المستقبلات بالوظائف المختلفة التي يلعبها الأبلين في الكائن الحي.

### الأوعية الدموية
يشارك التعبير الوعائي للمستقبلات في التحكم في ضغط الدم وتنشيطه يعزز تكوين أوعية دموية جديدة (تكوين الأوعية). ينتج التأثير الخافض لضغط الدم للأبلين عن تنشيط المستقبلات المعبر عنها على سطح الخلايا البطانية. هذا التنشيط يحث على إطلاق NO، وهو موسع وعائي قوي، مما يؤدي إلى استرخاء خلايا العضلات الملساء في جدار الشريان. اقترحت الدراسات التي أجريت على الفئران التي خرجت من أجل جين مستقبل الأبلين وجود توازن بين إشارات الأنجيوتنسين 2، مما يزيد من ضغط الدم وإشارات الأبلين، مما يخفض ضغط الدم. نشاط الأوعية هو نتيجة عمل الأبلين على تكاثر وهجرة الخلايا البطانية. ينشط الأبلين داخل شلالات نقل الخلايا (فسفرة ERKs وAkt وp70S6kinase)، مما يؤدي إلى تكاثر الخلايا البطانية وتشكيل أوعية دموية جديدة. الضربة القاضية لجين الأبلين مرتبطة بتأخير تطور الأوعية الدموية في شبكية العين.

### عضلات قلبية
يتم التعبير عن مستقبل الأبلين مبكرًا أثناء التطور الجنيني للقلب، حيث ينظم هجرة أسلاف الخلايا المقدر لها أن تتمايز إلى خلايا عضلة القلب، وهي الخلايا المقلصة للقلب. يتم الكشف عن تعبيره أيضًا في عضلات القلب عند البالغين حيث يتصرف الأبلين كواحد من أقوى المحفزات لانقباض القلب. تتطور الفئران المسنة من الأبلين بالضربة القاضية إلى ضعف تدريجي في انقباض القلب. يعمل الأبلين كوسيط للتحكم في القلب والأوعية الدموية، بما في ذلك ضغط الدم وتدفق الدم. إنه أحد أقوى محفزات انقباض القلب التي تم تحديدها حتى الآن، ويلعب دورًا في إعادة تشكيل أنسجة القلب. تزداد مستويات الأبلين في البطين الأيسر للمرضى الذين يعانون من قصور القلب المزمن وكذلك في المرضى الذين يعانون من أمراض الكبد المزمنة.

### ممارسه الرياضة
يتضح أن تركيز البلازما للأبلين يزداد أثناء التمرين. ومن المفارقات أن الأبلين الخارجي في المتطوعين الأصحاء خفض ذروة VO2 في اختبار التحمل.

### المخ
يتم التعبير عن مستقبل الأبلين أيضًا في الخلايا العصبية لمناطق الدماغ المسؤولة عن تنظيم أخذ الماء والغذاء. يزيد حقن الأبلين من شرب الماء ويقلل الأبلين من إفراز تحت المهاد للهرمون فازوبرسين المضاد لإدرار البول. هذا التأثير المدر للبول للأبلين بالاشتراك مع تأثيره الخافض للضغط يساهم في تنظيم التماثل الساكن لسائل الجسم. يتم اكتشاف الأبلين أيضًا في مناطق الدماغ التي تتحكم في الشهية، لكن آثاره على تناول الطعام متناقضة للغاية.

### الأنسجة الدهنية
يتم التعبير عن الأبلين وإفرازه بواسطة الخلايا الشحمية، ويزداد إنتاجه أثناء تمايز الخلايا الشحمية ويتم تحفيزه بواسطة الأنسولين. معظم الأشخاص الذين يعانون من السمنة المفرطة لديهم مستويات مرتفعة من الأنسولين، وهو ما قد يكون السبب وراء الإبلاغ عن أن الأشخاص البدينين لديهم أيضًا مستويات مرتفعة من مادة الأبلين.

### الجهاز الهضمي
يُعبر عن مستقبلات الأبلين في عدة أنواع من الخلايا في الجهاز الهضمي: خلايا شبيهة بالخلايا المَعِدِية المعوية؛ خلايا غير معروفة من البنكرياس الصماء وخلايا القولون الظهارية. في المعدة، يمكن أن يؤدي تنشيط المستقبلات الموجودة على الخلايا الشبيهة بالروتين المعوية بواسطة الأبلين الذي تفرزه الخلايا الجدارية إلى تثبيط إفراز الهيستامين بواسطة الخلايا الشبيهة بالأليف الكروم المعوي، مما يؤدي بدوره إلى تقليل إفراز الحمض بواسطة الخلايا الجدارية. في البنكرياس، يمنع الأبلين إفراز الأنسولين الناتج عن الجلوكوز. يكشف هذا التثبيط عن الترابط الوظيفي بين إشارات الأبلين وإشارات الأنسولين التي لوحظت على مستوى الخلايا الشحمية حيث يحفز الأنسولين إنتاج الأبلين. في الآونة الأخيرة، تم الكشف أيضًا عن تعبير المستقبل في خلايا العضلات الصخرية. يشارك تنشيطه في امتصاص الجلوكوز ويشارك في التحكم في مستويات السكر في الدم.

### العظم
يُلاحظ أيضًا التعبير عن المستقبلات على سطح بانيات العظم، وهي أسلاف الخلية المشاركة في تكوين العظام.

### شيخوخة العضلات
يتناقص تعبير أبلين العضلي مع تقدم العمر في القوارض والبشر. من خلال استكمال الفئران المسنة بالأبلين الخارجي، أثبت سيدريك دراي وفيليب فاليت وزملاؤهم أن الببتيد كان قادرًا على تعزيز تضخم العضلات وبالتالي تسبب في زيادة القوة. أظهرت هذه الدراسة أيضًا أن الأبلين يستهدف خلايا العضلات أثناء الشيخوخة من خلال مسارات مختلفة ومتكاملة: فهو يعمل على التمثيل الغذائي للعضلات عن طريق تنشيط التكوُّن الحيوي للميتوكوندريا المعتمد على AMPK، كما أنه يعزز الالتهام الذاتي ويقلل الالتهاب لدى الفئران المسنة. علاوة على ذلك، فإن مستقبل الأبلين موجود أيضًا في الخلايا الجذعية للعضلات ويعزز التكاثر في المختبر وفي الجسم الحي وتمايز هذه الخلايا إلى خلايا عضلية ناضجة تشارك في تجديد العضلات. أخيرًا، يمكن استخدام الأبلين العضلي كمؤشر حيوي لنجاح التمرينات البدنية لدى الأفراد المسنين نظرًا لأن إنتاجه يرتبط بفائدة التمارين البدنية المزمنة لدى الأفراد المسنين.

## روابط خارجية
- Apelin+protein,+human في المكتبة الوطنية الأمريكية للطب نظام فهرسة المواضيع الطبية (MeSH).

- "Apelin". IUPHAR Database of Receptors and Ion Channels. International Union of Basic and Clinical Pharmacology. مؤرشف من الأصل في 2022-11-26.
- تفاصيل أكثر عن APLN على موقع متصفح جينوم جامعة كاليفورنيا سانتا كروز [الإنجليزية].